# Congruencia (teoría de números)
Congruencia es un término usado en la teoría de números, para designar que dos números enteros {\displaystyle a\,\textstyle {\text{y}}\displaystyle \,b} tienen el mismo resto al dividirlos por un número natural {\displaystyle m\,\neq \,0}, llamado módulo; esto se expresa utilizando la notación: 
{\displaystyle a\equiv b{\pmod {m}}}
que se expresa diciendo que: {\displaystyle a\,} es congruente con {\displaystyle b\,} módulo {\displaystyle m\,}. De donde se define que dos números {\displaystyle a\,\textstyle {\text{y}}\displaystyle \,b} son congruentes en módulo {\displaystyle m\,\neq \,0} «» (sí y solo si) :
- {\displaystyle m\,} divide exactamente a la diferencia de {\displaystyle a\,} y {\displaystyle b\,}

{\displaystyle m\mid a-b}
o lo que es lo mismo, {\displaystyle a\,\textstyle {\text{y}}\displaystyle \,b} dejan el mismo resto en la división por {\displaystyle m\,}. Además, también se puede afirmar que:
- {\displaystyle a\,} se puede escribir como la suma de {\displaystyle b\,} y un múltiplo de {\displaystyle m\,}, pues si: {\displaystyle m\mid a-b} » (entonces), {\displaystyle mk=a-b}, para algún  {\displaystyle k\in \mathbb {Z} \quad (entonces)\ a=b+km}

El término congruencia se utiliza además con dos sentidos ligeramente diferentes: por un lado con el sentido de identidad matemática, como ejemplo de este uso tenemos el pequeño teorema de Fermat que asegura que para cada primo {\displaystyle p\,} y cada entero {\displaystyle a\,} no divisible por {\displaystyle p\,} tenemos la congruencia:
{\displaystyle a^{p-1}\equiv 1{\pmod {p}}.}
Por otro lado se utiliza en el sentido de ecuación, donde aparecen una o más incógnitas, y nos preguntamos si una congruencia tiene solución y en caso afirmativo cuáles son todas sus soluciones, por ejemplo la congruencia {\displaystyle x^{2}-5\equiv 0{\pmod {11}}}, tiene solución, y todas sus soluciones vienen dadas por {\displaystyle x\equiv 4{\pmod {11}}} y {\displaystyle x\equiv 7{\pmod {11}}}, es decir {\displaystyle x\,} puede ser cualquier entero de las sucesiones {\displaystyle 11k+4\,} y {\displaystyle 11k+7\,}. Contrariamente la congruencia {\displaystyle x^{2}-2\equiv 0{\pmod {11}}}, no tiene solución.
La notación y la relación de terminología fueron introducidas por Carl Friedrich Gauss en su libro Disquisitiones Arithmeticae en 1801. Su utilización se ha extendido a muchos otros entornos en los que podemos hablar de divisibilidad, por ejemplo a polinomios con coeficientes en un cuerpo, a ideales de anillos de números algebraicos, etc.

## Propiedades
La relación de congruencia tiene muchas propiedades en común con la igualdad matemática, por citar alguna:
- La congruencia para un módulo {\displaystyle a\equiv b{\pmod {m}}} entonces también {\displaystyle b\equiv a{\pmod {m}}}

1. transitividad: si {\displaystyle a\equiv b{\pmod {m}}} y {\displaystyle b\equiv c{\pmod {m}}} entonces también {\displaystyle a\equiv c{\pmod {m}}}.

- Si {\displaystyle a\,} es coprimo con {\displaystyle m\,} y {\displaystyle a\equiv b{\pmod {m}}}, entonces {\displaystyle b\,} también es coprimo con {\displaystyle m\,}.

- Si {\displaystyle a\equiv b{\pmod {m}}} y {\displaystyle k\,} es un entero entonces también se cumple 
  - {\displaystyle a\pm k\equiv b\pm k{\pmod {m}}}
  - {\displaystyle ka\equiv kb{\pmod {m}}}
  - {\displaystyle a^{k}\equiv b^{k}{\pmod {m}}\qquad k>0}

- Si además {\displaystyle k\,} es coprimo con {\displaystyle m\,}, entonces podemos encontrar un entero {\displaystyle h^{-1}\,}, tal que

{\displaystyle kh^{-1}\equiv 1{\pmod {m}}}
y entonces tiene perfecto sentido hablar de la división y también es cierto que
{\displaystyle {\frac {a}{k}}\equiv {\frac {b}{k}}{\pmod {m}}}
donde por definición ponemos {\displaystyle a/k=ak^{-1}\,}.
- Como consecuencia de lo anterior, si tenemos dos congruencias con igual módulo:

{\displaystyle a\equiv b{\pmod {m}}} y {\displaystyle c\equiv d{\pmod {m}}}
podemos sumarlas, restarlas o multiplicarlas de forma que también se verifican las congruencias
{\displaystyle a+c\equiv b+d{\pmod {m}}} y {\displaystyle ac\equiv bd{\pmod {m}}}